# ムーシールド
ムーシールド（MUH Shield）は日本大学歯学部講師で東京都調布市にて診療所を開業をしている医師、柳澤宗光が1983年に考案した、3歳児健診にて反対咬合を指摘された低年齢児に使用可能なマウスピース型矯正装置。2005年にアメリカ合衆国のAmerican Orthodontics社より製品が発売されている。

## 概要
幼児期の反対咬合は自然治癒がみこまれるとされるが、2歳で反対咬合だった子の50%は自然治癒する一方で、3歳になると、治癒率は6%程度に低下する。そのため反対咬合は3歳より治療適応となる。しかし、いままで矯正治療では低年齢児に対応できる治療法が少なかった。ムーシールドは就寝中にマウスピース型の矯正装置をくわえるだけという簡便さのため、幼い子に対しても負担が小さく応用できる。筋機能を正常化させ、咬合の乱れを整えるというのがムーシールドの考え方。1年間程度の就寝時のみ装着で、症状の改善がはかられる。

## 作用機序
- 上口唇圧を排除し、口唇圧のバランスを整える。
- 低位舌を改善し、逆被蓋の改善を促す